# Neil Hardwick

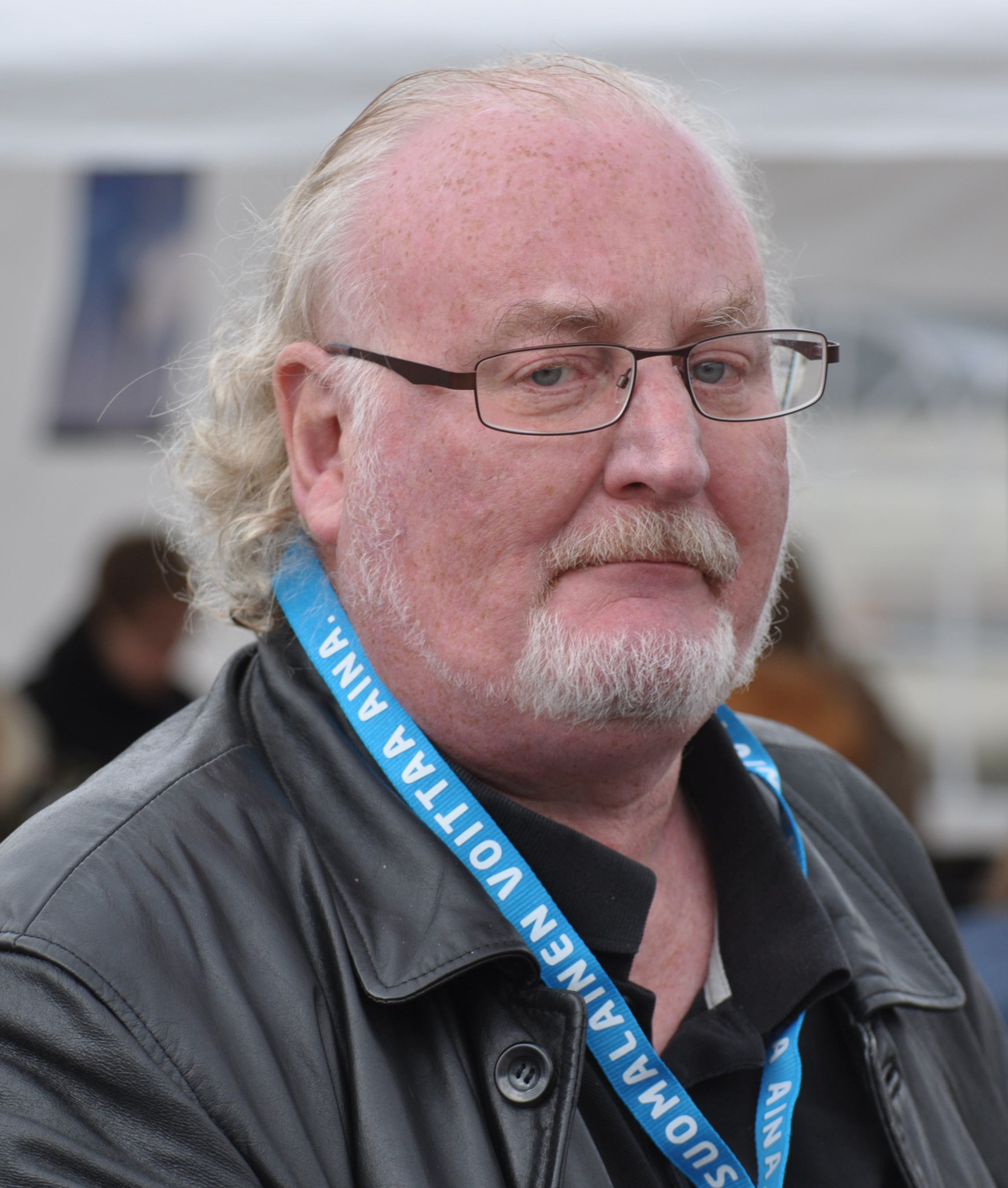
Neil Hardwick.

Robert Neil Hardwick, född 22 juli 1948 i Teversal, Sutton-in-Ashfield, är en brittisk-finländsk författare och regissör. 
Hardwick, som blev Master of Arts 1971, har varit verksam i Finland som frilansande författare, dramatiker och regissör. Han har befruktat både finska och finlandssvenska teaterscener och tv-pjäser med sin ofta helt hejdlösa engelska crazyhumor och har kallats "en mästare i humor". Han har även varit verksam som kåsör i Suomen Kuvalehti 1987–1992 och som professor vid Konstindustriella högskolans institution för filmkonst. 
Till de mest kända tv-produktionerna hör den vilda farsen Kielipuoli potilas (1978), Reinikainen (1982), Sisko ja sen veli (1985), Hardwick (1988–1989), Paluu Timbuktuun (1996), en resedokumentär i 15 delar, och Hyvät, pahat ja rumat (1997). Han har regisserat bland annat Skvaller/Juoruja 1991 och Andras pengar/Toisten rahat 1992 för Lilla Teatern och skrattbomben Munaako herra ministeri 2000 med Asko Sarkola i en av huvudrollerna på Helsingfors stadsteater. För Svenska Teatern regisserade han 1996 sin första musikal Me And My Girl, i bästa Music Hall-tradition. Han har fått bland annat statspriset i filmkonst 1986, pressens pris vid Montreuxfestivalen samma år, minst sex Venlapris och Rundradions bildningspris 1995. Han har även tilldelats Pro Finlandia-medaljen (2011) och Finlandspriset (2017).
Trots alla framgångar stördes Hardwick av slit- och slängmentaliteten i sin arbetsmiljö, då främst televisionen. Han led av att människornas värde räknas i deras förmåga att dra in pengar eller öka tittarsiffrorna, när som helst kan de bytas ut. Han insjuknade i en svår depression och då han repat sig skrev han boken Hullun lailla (1999), i vilken han beskrev sitt sjukdomsförlopp. Det blev ett dokument om en begåvad och insiktsfull människas kris.